# Алексис Ципрас
Алексис Ципрас (грч. Αλέξης Τσίπρας; Атина, 28. јул 1974) је грчки политичар и бивши премијер Грчке. био је председник Коалиције радикалне левице (СИРИЗА) од 2009. до 2023. године.

## Каријера
Рођен је у Атини 28. јула 1974. године. Дипломирао је грађевину на Националном техничком универзитету у Атини 2000. године.
Крајем осамдесетих година 20. века приступио је друштву младих комуниста. А од 1999. године до 2003. године био је политички секретар омладине партије Синаспизмос. На 4. Конгресу Синаспизмоса у децембру 2004. године изабран је у Централни политички комитет и у Политички секретаријат.
За лидера Синазпизмоса је изабран на 5. Конгресу партије, 10. фебруара 2008. године. 
У децембру 2013. године био је предложен за кандидата за председника Европске комисије испред Европске левице.
Након избора 25. јануара 2015, Ципрас је постао председник владе Грчке и на том месту је заменио Антониса Самараса. После избора 2019. године на месту премијера га је наследио Киријакос Мицотакис.
Алексис Ципрас је најмлађи премијер Грчке од 1865. године.